# 雙光水蚤
雙光水蚤（学名：Lucicutia gemina）为光水蚤科光水蚤屬下的一个种。